# باريك محلة (دابوي الجنوبي)
باریك محلة (بالفارسية: باریک‌محله) هي قرية تقع في إيران في قسم دابوي الجنوبی الريفي. يقدر عدد سكانها بـ 373 نسمة بحسب إحصاء 2016.